# Toca (ort)
Toca är en ort i Colombia.   Den ligger i departementet Boyacá, i den centrala delen av landet, 150 km nordost om huvudstaden Bogotá. Toca ligger 2 761 meter över havet och antalet invånare är 3 946.
Terrängen runt Toca är lite bergig. Runt Toca är det ganska tätbefolkat, med 80 invånare per kvadratkilometer. Närmaste större samhälle är Pesca, 14,9 km öster om Toca. Trakten runt Toca består i huvudsak av gräsmarker.